# Moustafa Diop
Mohamadou Moustafa Diop (7 settembre 1951) è un ex cestista senegalese.

## Carriera
Con il Senegal ha disputato i Giochi olimpici di Monaco 1972 e quelli di Mosca 1980.